# متسلسلة فورييه

تعامد دوال الجيب وجيب التمام يجعل تكامل مضروب زوج منهم صفرا

في الرياضيات، متسلسلة فورييه (بالإنجليزية: Fourier series)‏ هي طريقة تتيح كتابة أي دالة رياضية دورية في شكل متسلسلة أو مجموع من دوال الجيب وجيب التمام مضروب بمعامل معين.
يعزى اسمها إلى العالم الفرنسي جوزيف فورييه تقديرا لأعماله الفذة في المتسلسلات المثلثية. تسمى عملية البحث عن المعاملات اللائي يُعرفن متسلسة فورييه لدالة ما بتحليل فورييه.

## التاريخ
انظر أيضا تاريخ تحليل فورييه.

### البدايات
قد تكون قد ظهرت أولى الاعتبارات للمتسلسلات المثلثية عند العالم البريطاني بروك تايلور في كتاب له عنوانه Methodus Incrementorum Directa et Inversa ما قد يترجم إلى العربية ب طرق تزايدية مباشرة وعكسية. نُشر هذا الكتاب في عام 1715 حيث أعطى إشارة انطلاق لبحث مكثف حول الحبال المتذبذبة وحول انتشار الصوت. شكل هذان الموضوعان جزءا أساسيا من البحث خلال القرن الثامن عشر كله.
على سبيل المثال، عمل فاختلف كل من لورن دالمبير وليونهارت أويلر ودانييل برنولي على معضلة الحبال المتذبذبة.
سميت هذه المتسلسلات هكذا نسبة إلى العالم الفرنسي جوزيف فورييه (1768-1830)، الذي حقق تطورات مهمة في دراسة المتسلسلات المثلثية، بعد أن تعرضن لبحث بدائي من طرف كل من ليونهارت أويلر ولورن دالمبير ودانييل برنولي. أبدع فورييه هذه المعادلات من أجل حلحلة معادلة الحرارة في صفيحة معدنية، ناشرا نتائجه الأولى في عام 1807، في عمل له عنوانه بحث حول انتشار الحرارة في الأجسام الصلبة. نشر بعد ذلك عملا آخر له عنوانه نظرية تحليلية للحرارة. كان ذلك عام 1822. أعلن فورييه عن اختراعه الكبير والمتمثل في القول أن كل دالة يمكن أن يُعبر عنها بواسطة متسلسلة مثلثية، عام 1807 في الأكاديمية الفرنسية.
معادلة الحرارة هي معادلة تفاضلية جزئية. قبل عمل فورييه، لم تكن معروفةً حلحلةٌ لمعادلة الحرارة في شكلها العام.
من حيث وجهة نظر معاصرة، تعتبر أعمال فورييه غير رسمية. سبب ذلك هو نقصان في تحديد مفهوم دقيق للدالة وللتكامل في بداية القرن التاسع عشر. فيما، بعد، عمل كل من يوهان بيتر غوستاف لوجون دركليه وبرنارد ريمان على نتائج فورييه بمزيد من الدقة والاحترام للتعريفات الموضوعة آنذاك لمختلف المفاهيم.
رغم أن الهدف الأساسي الذي حفّز تطوير متسلسلات فورييه هو حلحلة معادلة الحرارة، تبين واضحا أن نفس التقنية قد تستعمل في مجالات أخرى واسعة في الرياضيات والفيزياء، بالتحديد، المجالات اللائي يتعلقن بمعادلات تفاضلية خطية بمعاملات ثابتة.

## تحويل فورييه

تقريبات متسلسلة فورييه الأربعة الأولى لدالة دورية مربعة.

تحويل فورييه هو عملية رياضية تستخدم لتحويل الدوال الرياضية من مجال الزمن إلى مجال التردد. وهي مفيدة لتحليل الإشارات ومعرفة الترددات التي تتضمنها، كما أن لها تطبيقاً في حل المعادلات التفاضلية. واسم العملية مشتق من اسم العالم الفرنسي فوريي.

إذا رمزنا ب t للزمن
 واعتبرنا w ترددا فإن تحويل فوريي الذي نرمز له هنا ب M هو تبسيطا دالة تحول إشارة أو دالة من دالة بمتغير هو الزمن إلى دالة بمتغير هو التردد.أما الأصح هو أنها عملية أي operator (أي مثل الضرب والجمع والقسمة ولكنها أكثر تعقيدا حيث أنها عملية بين دالتين وليست عملية بين عددين) على كل فإن تأثير العملية مبين أسفله.

{\displaystyle f(t)_{\leftarrow _{m}}^{\rightarrow ^{M}}F(w)}

و دالة التحويل M أي التي تحول دالة بمتغيير هو الزمن إلى دالة بمتغيير هو التردد يمكن حسابها على النحو الآتي:

{\displaystyle M\left\{f(t)\right\}=F(w)=\int _{-\infty }^{+\infty }f(t)e^{-jwt}dt}

و كما يوجد تحويل فوريي فإنه يوجد تحويل فوريي معاكس رمزت له هنا ب m وهو يقوم بالتحويل العكسي لتحويل فورييه أي من دالة بمتغير قيمته معقدة إلى دالة بمتغير قيمته حقيقية. ويمكن حساب هذه العملية على النحو التالي:

### صيغة فورييه للدوال الدورية ذات الدور 2πفي صورة مثلثية
بالنسبة للدالة الدورية (ƒ(x القابلة للتكامل على [−π, π]، الإعداد
{\displaystyle a_{n}={\frac {1}{\pi }}\int _{-\pi }^{\pi }f(x)\cos(nx)\,dx,\quad n\geq 0}
و
{\displaystyle b_{n}={\frac {1}{\pi }}\int _{-\pi }^{\pi }f(x)\sin(nx)\,dx,\quad n\geq 1}
يطلق عليها معاملات فورييه للدالة ƒ. أحدها يعطي المجاميع الجزئية لمتسلسلات فورييه للدالة ƒ, يرمز لها عادة بـ
{\displaystyle (S_{N}f)(x)={\frac {a_{0}}{2}}+\sum _{n=1}^{N}\,[a_{n}\cos(nx)+b_{n}\sin(nx)],\quad N\geq 0.}
المجاميع الجزئية لـ ƒ هي كثيرات حدود مثلثية. يتوقع المرء أن الدوال SN ƒ هي تقريبات للدالة ƒ، وأن التقارب يتحسن عندما تقترب N من مالانهاية. يطلق على المجموع المحدود
{\displaystyle {\frac {a_{0}}{2}}+\sum _{n=1}^{\infty }\,[a_{n}\cos(nx)+b_{n}\sin(nx)]}
اسم متسلسلة فورييه للدالة ƒ.
لا تتقارب متسلسلات فورييه دائما، وحتى عندما تتقارب بالنسبة لقيمة معينة، x0 of x، فإن مجموع السلسلة عند x0 قد تختلف من قيمة ƒ(x0) للدالة.

#### مثال 1: متسلسلة فورييه بسيطة

مخطط بياني لدالة دورية مكافئة لـ— موجة سن المنشار

مخطط حركي للأجزاء الخمسة الأولى من متسلسلة فورييه

باستعمال الصيغة المذكورة آنفا، لتكن معادلة سن المنشار التالية:
{\displaystyle f(x)=x,\quad \mathrm {for} -\pi <x<\pi ,}
{\displaystyle f(x+2\pi )=f(x),\quad \mathrm {for} -\infty <x<\infty .}
تكون معاملات فورييه هنا
{\displaystyle {\begin{aligned}a_{n}&{}={\frac {1}{\pi }}\int _{-\pi }^{\pi }x\cos(nx)\,dx=0,\quad n\geq 0.\\b_{n}&{}={\frac {1}{\pi }}\int _{-\pi }^{\pi }x\sin(nx)\,dx=-{\frac {2}{n}}\cos(n\pi )+{\frac {2}{\pi n^{2}}}\sin(n\pi )=2\,{\frac {(-1)^{n+1}}{n}},\quad n\geq 1.\end{aligned}}}
يمكن إثبات أن متسلسلة فورييه تتقارب إلى (ƒ(x عند كل نقطة x حيث ƒ قابلة للتفاضل، وبالتالي:

| {\displaystyle {\begin{aligned}f(x)&={\frac {a_{0}}{2}}+\sum _{n=1}^{\infty }\left[a_{n}\cos \left(nx\right)+b_{n}\sin \left(nx\right)\right]\\&=2\sum _{n=1}^{\infty }{\frac {(-1)^{n+1}}{n}}\sin(nx),\quad \mathrm {for} \quad x-\pi \notin 2\pi \mathbf {Z} .\end{aligned}}} | \| \| \| \| \| \| \| \| | (Eq.1) |
| |                         |        |
| |                         |        |
نعنx = π، تقترب المتسلسلة من 0, وهذا نصف المجموع للنهاية اليسرى واليمنى للدالة ƒ عند x = π.

## تحويل فورييه السريع
تحويل فورييه السريع (Fast Fourier Transformation) خوارزمية تمكننا من حساب قيمة تحويل فورييه المتقطع بسرعة. سرعة هذه الخوارزمية تعود إلى أنها لا تقوم بحساب الأجزاء التي يساوي مجموعها صفرا في تحويل فورييه المتقطع. وتنسب الخوارزمية إلى جيمس كولي James W. Cooley وجون تيوكي John W. Tukey الذان قاما بنشر الخوارزمية سنة 1965 وذلك بالصيغة المعروفة اليوم، إلا أن العالم الألماني كارل فريدرش غاوس قام بصياغة خوارزمية شبيهة سنة 1805 واستعملها في حساب مجرى المذنبات بالاس وجونو. كما تم تطوير بعض الحالات الخاصة من الخوارزمية قبل اكتشاف توكي لها (من قبل غود سنة 1960).

## تحويل فورييه المتقطع
وهي طريقة حساب تحويل فورييه في الحواسيب.

## التردد
التردد هو مقياس لتكرار حدث ما في فترة زمنية ما، ووحدته الهيرتز، ويستخدم بشكل أساسي لقياس مقدار تكرار الموجات، فيكون تردد موجة 1 هيرتز يعني أنه في كل ثانية تمر موجة كاملة في نقطة ما هي نقطة
القياس.